# 张银福
张银福（1948年—），汉族，中华人民共和国政治人物、第十一届全国政协委员。
加入中国共产党，担任国防科学技术大学原副校长。2008年，当选第十一届全国政协委员，代表教育界，分入第四十一组。